# Dysdera falciformis
Dysdera falciformis är en spindelart som beskrevs av Jose Antonio Barrientos och José Vicente Ferrández 1982. Dysdera falciformis ingår i släktet Dysdera och familjen ringögonspindlar.
Artens utbredningsområde är Spanien. Inga underarter finns listade i Catalogue of Life.